# Resafa
Resafa (în arabă الرصافة Reṣafa), uneori scris Rusafa, și cunoscut în epoca bizantină ca Sergiopolis în greacă Σεργιούπολις, Σεργιόπολις, „orașul Sfântului Sergiu”) și pentru scurt timp ca Anastasiopolis (Αναστασιόπολις, „orașul lui Anastasie”), a fost un oraș situat în provincia romană din Eufratensis, în zilele noastre Siria. Este un sit arheologic situat la sud-vest de orașul Raqqa și Eufrat.
Procopius din Cezareea descrie pe larg meterezele și clădirile ridicate acolo de Iustinian. Zidurile din Resafa, care sunt încă bine conservate, au peste 1600 de picioare în lungime și aproximativ 1000 de picioare în lățime; turnuri rotunde sau pătrate au fost ridicate aproximativ la fiecare sută de metri; există, de asemenea, ruine ale unei biserici cu trei abside.

## Nume
Resafa corespunde cu akkadianul Raṣappa și biblicului Rezeph (Septuaginta; greacă comună Ράφες), unde este menționat în Isaia 37:12; sursele cuneiforme dau Rasaappa, Rasappa și Rasapi.
Ptolemeu îl numește Rhesapha (greacă comună Ρεσαφα). În romanul târziu Tabula Peutingeriana, se numește Risapa. ÎnTabula Peutingeriana romană de târziu, se numește Risapa. În Notitia dignitatum, este Rosafa.
Procopius scrie că a fost numit Sergiopolis după Sfântul Sergiu.